# 贾有权
贾有权（1916年—2010年7月2日），男，奉天（今辽宁）昌图人，中国材料力学家、光弹性学家，曾任天津大学教授、博士生导师，中国力学学会理事。